# Страшке
Страшке (слч. Strážske, мађ. Őrmező) су град у Словачкој, у оквиру Кошичког краја, у округу Михаловце.

## Географија
Страшке су смештене у источном делу државе. Главни град државе, Братислава, налази се 480 km западно од града.
Рељеф: Страшке су се развиле у области североисточног обода Панонске низије. Источно од града издиже се прво горје. Надморска висина граде је око 130 метара.
Клима: Клима у Страшкама је умерено континентална.
Воде: Кроз Страшке протиче река Лаборец.

## Историја
Људска насеља на простору Страшких везују се још за праисторију. Насеље под данашњим именом први пут се спомиње 1337. године.
Крајем 1918. године. Страшке су постале део новоосноване Чехословачке. У време комунизма град је индустријализован, па је дошло до повећања становништва. После осамостаљења Словачке град је постао општинско средиште, али је дошло и до проблема везаних за преструктурирање привреде.

## Становништво
| Година:    | 1994. | 2004.   | 2014.   | 2024.   |
| ---------- | ----- | ------- | ------- | ------- |
| Број људи: | 4427  | 4455    | 4398    | 4166    |
| Разлика:   |       | +0,63 % | -1,27 % | -5,27 % |

| Година:    | 2023. | 2024.   |
| ---------- | ----- | ------- |
| Број људи: | 4191  | 4166    |
| Разлика:   |       | -0,59 % |

Данас Бојњице имају нешто око 4.500 становника и последњих година број становника стагнира.
Етнички састав: По попису из 2001. године састав је следећи:
- Словаци - 96,4%,
- Роми - 1,1%,
- Чеси - 0,9%,
- Русини - 0,5%,
- остали.

Верски састав: По попису из 2001. године састав је следећи:
- римокатолици - 63,6%,
- гркокатолици - 21,8%,
- атеисти - 7,6%,
- православци - 2,8%,
- лутерани - 1,4%,
- остали.

## Партнерски градови
- Gmina Nieporęt